# Горски дърдавец на остров Лорд Хау
Горският дърдавец на остров Лорд Хау (Gallirallus sylvestris) е вид птица от семейство Rallidae. Видът е застрашен от изчезване.

## Разпространение и местообитание
Разпространен е на остров Лорд Хау, Австралия.